# Município de Perry (condado de Lake, Ohio)
O município de Perry (em inglês: Perry Township) é um município localizado no condado de Lake no estado estadounidense de Ohio. No ano de 2010 tinha uma população de 8.999 habitantes e uma densidade populacional de 22,89 pessoas por km².

## Geografia
O município de Perry encontra-se localizado nas coordenadas 41° 49′ 04″ N, 81° 06′ 22″ O. Segundo o Departamento do Censo dos Estados Unidos, o município tem uma superfície total de 393.14 km², da qual 60.41 km² correspondem a terra firme e (84.63%) 332.73 km² é água.

## Demografia
Segundo o censo de 2010, tinha 8.999 habitantes residindo no município de Perry. A densidade populacional era de 22,89 hab./km². Dos 8.999 habitantes, o município de Perry estava composto pelo 95.94% brancos, o 0.68% eram afroamericanos, o 0.1% eram amerindios, o 0.64% eram asiáticos, o 0.01% eram insulares do Pacífico, o 1.43% eram de outras raças e o 1.19% pertenciam a duas ou mais raças. Do total da população o 4% eram hispanos ou latinos de qualquer raça.